# Koriite, Smolean
Koriite (în bulgară Кориите) este un sat în comuna Madan, regiunea Smolean,  Bulgaria. 

## Demografie
Componența etnică a satului Koriite
     Turci (12,12%)
     Bulgari (81,81%)
     Nicio identificare (6,06%)
     Altele (0%)
La recensământul din 2011, populația satului Koriite era de 33 locuitori. Din punct de vedere etnic, majoritatea locuitorilor (81,81%) erau bulgari, cu o minoritate de turci (12,12%). Pentru 6,06% din locuitori nu este cunoscută apartenența etnică.